# 匍行
匍行（ほこう、英語: creep）は、斜面物質が重力などによって、緩慢に斜面の下方へ移動する現象。マスムーブメントの一つ。なお、英語のcreep（クリープ）という語は材料力学や砂防・災害科学でも扱われており、多様な意味をもつ（→クリープ (曖昧さ回避)）が、本稿では地形学の用語を解説する。

## 概要

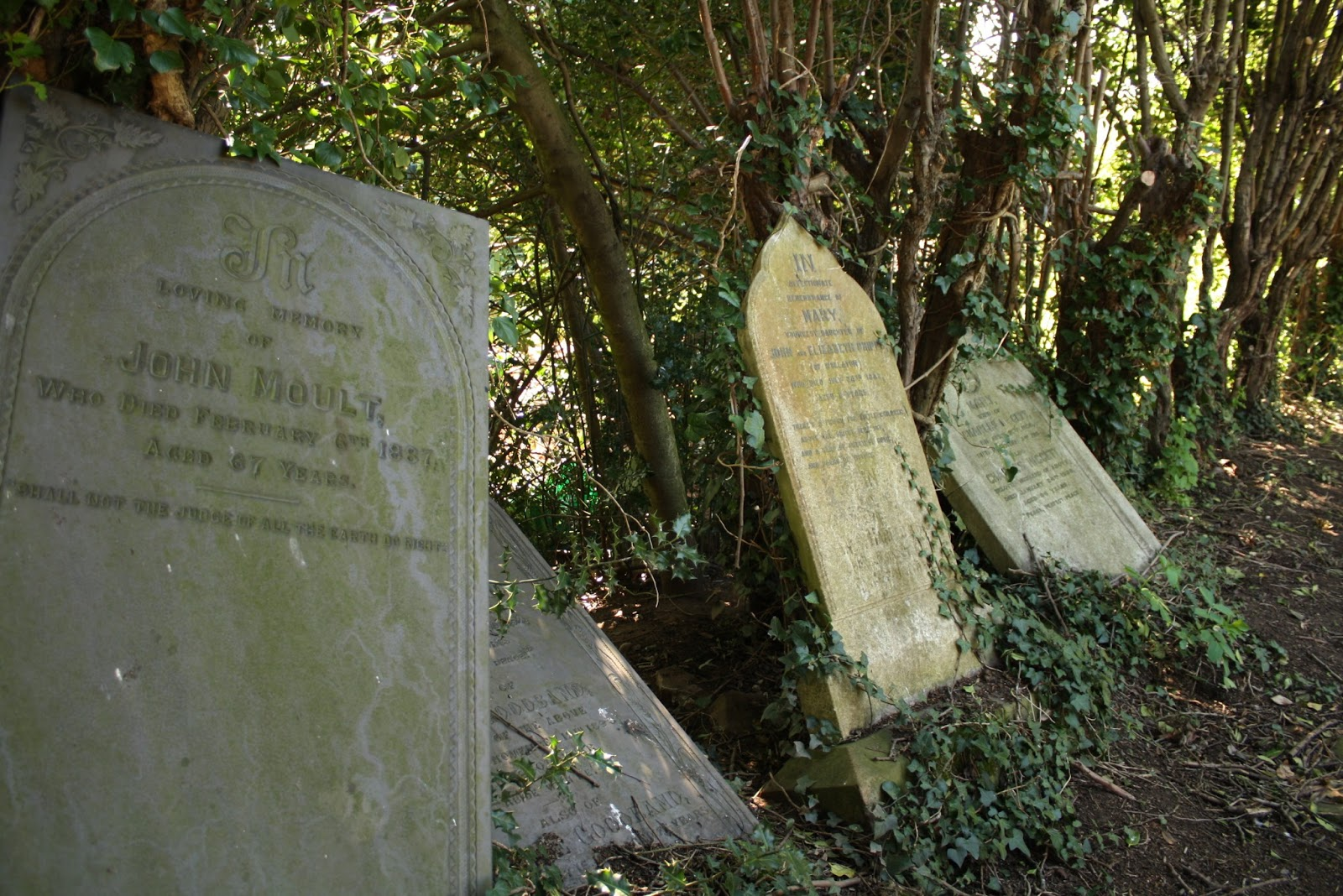
イングランドのヴィクトリア朝の墓石群。土壌匍行により斜めに傾いている。

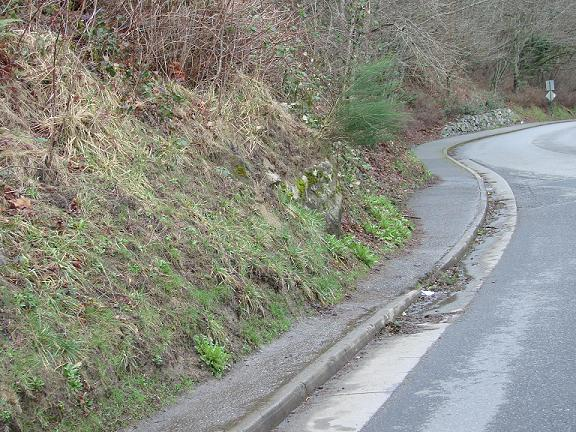
匍行により、舗道へ広がった土。

移動速度は年に数ミリメートルから数センチメートル程度だが、地表付近で大きく内部へ減少する。匍行の起こる深さは、地表から数センチメートルから数十メートルに及ぶ。匍行は浅層匍行と深層匍行に大別される。
浅層匍行
季節的匍行ともいう。斜面の表層物質のみの匍行。(1)土層や岩屑の温度・水分変化による膨張・収縮、凍結・融解の繰り返し、(2)土中動物による攪乱、(3)樹根の肥大などに起因する。特に寒冷地では霜柱の成長や融解に伴う岩屑の上下運動による匍行（フロストクリープ、霜柱クリープ）が顕著である。フロストクリープは、土壌が凍結・融解サイクルで地表面に対して垂直方向に膨張し、鉛直に近い方向に沈下した際に生じる正味の下方移動である。
深層匍行
岩盤クリープともいう。重力による変形により、岩盤の斜面下方への屈曲を伴う匍行。実際に、斜面に斜交する脈岩や薄層（頁岩・炭層など）が特定の深さにおいて斜面下方へ屈曲することがある。山梨県雨畑川でみられる瀬戸川層群の露頭では、表層が川に向かって折れ曲がる岩盤クリープがある。これは、劈開面において斜面物質の自重から発生する応力が、斜面下方へ向かって長時間作用し続けて形成されたものである。なお、山体全体が変形する大規模な岩盤クリープはサギング（sagging）と呼ばれ、頂上付近に正断層が生じた結果として二重山稜、線状凹地、山向き小崖が形成される。
また、匍行は移動物質の種類によって以下のように分類される。
- 土壌匍行
- 岩屑匍行
- テーラス匍行（崖錐匍行）
- 岩石氷河匍行（岩塊流匍行） - 寒冷地域で岩塊堆積物の中の氷が関与して発生する。
- 岩体匍行 - 深層匍行に属する。

匍行によって、根曲がり、石垣の歪み、石塔・電柱の傾き、テラセット（階段状の微地形）などが生じることがあるが、これらは積雪の移動や地すべりなどにも起因する。